# Élections législatives de 1981 dans la Manche
Les élections législatives françaises de 1981 dans le département de la Manche se déroulent les 14 et 21 juin 1981.

## Élus
| Circonscription | Député sortant     | Parti | Parti     | Député élu ou réélu | Parti | Parti     |
| --------------- | ------------------ | ----- | --------- | ------------------- | ----- | --------- |
| 1re             | Jean-Marie Daillet |       | UDF (CDS) | Jean-Marie Daillet  |       | UDF (CDS) |
| 2e              | Émile Bizet        |       | RPR       | Émile Bizet         |       | RPR       |
| 3e              | Henri Baudouin     |       | UDF (PR)  | Henri Baudouin      |       | UDF (PR)  |
| 4e              | Pierre Godefroy    |       | RPR       | Pierre Godefroy     |       | RPR       |
| 5e              | Louis Darinot      |       | PS        | Louis Darinot       |       | PS        |

## Positionnement des partis
La majorité sortante UDF-RPR se présente sous le sigle « Union pour la nouvelle majorité », le Parti socialiste unifié sous l'étiquette « Alternative 81 ». Quant aux écologistes proches de Brice Lalonde, ex-candidat à la présidentielle, ils se réunissent sous la bannière « Aujourd'hui l'écologie ».

## Résultats

### Résultats à l'échelle du département
| Parti          | Parti                              | Premier tour | Premier tour | Second tour | Second tour | Sièges |
| Parti          | Parti                              | Voix         | %            | Voix        | %           | Sièges |
| -------------- | ---------------------------------- | ------------ | ------------ | ----------- | ----------- | ------ |
|                | Union pour la démocratie française | 70 113       | 30,66        | 22 076      | 45,08       | 2      |
|                | Rassemblement pour la République   | 57 912       | 25,33        |             |             | 2      |
|                | Divers droite                      | 2 150        | 0,94         | 0           |             |        |
|                | Union pour la nouvelle majorité    | 130 175      | 57,14        | 22 076      | 45,08       | 4      |
|                |                                    |              |              |             |             |        |
|                | Parti socialiste                   | 75 013       | 32,80        | 26 898      | 54,93       | 1      |
|                | Parti communiste français          | 11 489       | 5,02         |             |             | 0      |
|                | Majorité présidentielle            | 86 402       | 37,83        | 26 898      | 54,93       | 1      |
|                |                                    |              |              |             |             |        |
|                | Divers écologiste                  | 8 141        | 3,56         |             |             | 0      |
|                | Divers gauche                      | 2 140        | 0,93         | 0           |             |        |
|                | Parti socialiste unifié            | 1 717        | 0,75         | 0           |             |        |
|                |                                    |              |              |             |             |        |
| Inscrits       | Inscrits                           | 327 364      | 100,00       | 67 528      | 100,00      | 5      |
| Abstentions    | Abstentions                        | 95 086       | 29,05        | 17 775      | 26,32       |        |
| Votants        | Votants                            | 232 278      | 70,95        | 49 753      | 73,68       |        |
| Blancs et nuls | Blancs et nuls                     | 3 603        | 1,55         | 779         | 1,57        |        |
| Exprimés       | Exprimés                           | 228 675      | 98,45        | 48 974      | 98,43       |        |

### Résultats par circonscription

#### Première circonscription (Saint-Lô)
|                | Jean-Marie Daillet sortant réélu | UDF (CDS)      | 27 884 | 59,46  |  |  |  |
|                | Guy Poirier                      | PS             | 15 828 | 33,75  |  |  |  |
|                | Philippe Ricordeau               | PSU            | 1 717  | 3,66   |  |  |  |
|                | Michel Allemand                  | PCF            | 1 469  | 3,13   |  |  |  |
|                |                                  |                |        |        |  |  |  |
| Inscrits       | Inscrits                         | Inscrits       | 66 970 | 100,00 |  |  |  |
| Abstentions    | Abstentions                      | Abstentions    | 19 312 | 28,84  |  |  |  |
| Votants        | Votants                          | Votants        | 47 658 | 71,16  |  |  |  |
| Blancs et nuls | Blancs et nuls                   | Blancs et nuls | 760    | 1,59   |  |  |  |
| Exprimés       | Exprimés                         | Exprimés       | 46 898 | 98,41  |  |  |  |

#### Deuxième circonscription (Avranches)
|                | Émile Bizet sortant réélu | RPR (UNM)      | 36 782 | 69,27  |  |  |  |
|                | André Josset              | PS             | 13 975 | 26,32  |  |  |  |
|                | Yves Guenée               | PCF            | 2 341  | 4,41   |  |  |  |
|                |                           |                |        |        |  |  |  |
| Inscrits       | Inscrits                  | Inscrits       | 74 096 | 100,00 |  |  |  |
| Abstentions    | Abstentions               | Abstentions    | 19 529 | 26,36  |  |  |  |
| Votants        | Votants                   | Votants        | 54 567 | 73,64  |  |  |  |
| Blancs et nuls | Blancs et nuls            | Blancs et nuls | 1 469  | 2,69   |  |  |  |
| Exprimés       | Exprimés                  | Exprimés       | 53 098 | 97,31  |  |  |  |

#### Troisième circonscription (Coutances)
|                | Henri Baudouin sortant réélu | UDF (CDS)      | 23 249 | 51,24  |  |  |  |
|                | Jacques Desponts             | PS             | 16 299 | 35,92  |  |  |  |
|                | Hervé Lecler                 | Divers droite  | 2 150  | 4,74   |  |  |  |
|                | Robert Sarcos                | PCF            | 1 965  | 4,33   |  |  |  |
|                | Daniel Scheppler             | MÉP            | 1 708  | 3,76   |  |  |  |
|                |                              |                |        |        |  |  |  |
| Inscrits       | Inscrits                     | Inscrits       | 65 672 | 100,00 |  |  |  |
| Abstentions    | Abstentions                  | Abstentions    | 19 730 | 30,04  |  |  |  |
| Votants        | Votants                      | Votants        | 45 942 | 69,96  |  |  |  |
| Blancs et nuls | Blancs et nuls               | Blancs et nuls | 571    | 1,24   |  |  |  |
| Exprimés       | Exprimés                     | Exprimés       | 45 371 | 98,76  |  |  |  |

#### Quatrième circonscription (Valognes)
|                | Pierre Godefroy sortant réélu | RPR (UNM)         | 21 130 | 57,00  |  |  |  |
|                | Marcel Lechanoine             | PS                | 11 253 | 30,36  |  |  |  |
|                | Didier Anger                  | Divers écologiste | 3 137  | 8,46   |  |  |  |
|                | Mûriel Perrier                | PCF               | 1 548  | 4,17   |  |  |  |
|                |                               |                   |        |        |  |  |  |
| Inscrits       | Inscrits                      | Inscrits          | 53 098 | 100,00 |  |  |  |
| Abstentions    | Abstentions                   | Abstentions       | 15 554 | 29,29  |  |  |  |
| Votants        | Votants                       | Votants           | 37 544 | 70,71  |  |  |  |
| Blancs et nuls | Blancs et nuls                | Blancs et nuls    | 476    | 1,27   |  |  |  |
| Exprimés       | Exprimés                      | Exprimés          | 37 068 | 98,73  |  |  |  |

#### Cinquième circonscription (Cherbourg)
| Candidat       | Candidat                    | Parti          | Premier tour | Premier tour | Second tour | Second tour |  |
| Candidat       | Candidat                    | Parti          | Voix         | %            | Voix        | %           |  |
| -------------- | --------------------------- | -------------- | ------------ | ------------ | ----------- | ----------- |  |
|                | Jean Vaur                   | UDF (PR)       | 18 980       | 41,03        | 22 076      | 45,08       |  |
|                | Louis Darinot sortant réélu | PS             | 17 658       | 38,18        | 26 898      | 54,93       |  |
|                | Jean-Claude Forafo          | PCF            | 4 166        | 9,03         |             |             |  |
|                | Alain Fleury                | MÉP            | 3 296        | 7,13         |             |             |  |
|                | Jean-Richard Hélie          | Divers gauche  | 2 140        | 4,62         |             |             |  |
|                |                             |                |              |              |             |             |  |
| Inscrits       | Inscrits                    | Inscrits       | 67 528       | 100,00       | 67 528      | 100,00      |  |
| Abstentions    | Abstentions                 | Abstentions    | 20 961       | 31,04        | 17 775      | 26,32       |  |
| Votants        | Votants                     | Votants        | 46 567       | 68,96        | 49 753      | 73,68       |  |
| Blancs et nuls | Blancs et nuls              | Blancs et nuls | 327          | 0,7          | 779         | 1,57        |  |
| Exprimés       | Exprimés                    | Exprimés       | 46 240       | 99,3         | 48 974      | 98,43       |  |